# Потто
Потто — це три види приматів підряду мокроносих з роду Perodicticus родини Lorisidae. У деяких англомовних частинах Африки їх називають «softly-softlys».

## Етимологія
Родова назва Perodicticus складається з грецького πηρός ( pērós, «скалічений») і δεικτικός ( deiktikós, «здатний показувати/вказувати», порівн. δείκτης, deíktēs, «вказівний палець»). Це через його вказівний палець, який на вигляд здається понівеченим.

## Таксономія
Існує три види, визнані Червоним списком МСОП та Американським товариством маммалогів. Раніше всі види класифікувалися як один вид P. potto. Однак варіації серед потто значні, що спонукало до припущень серед науковців, що може існувати більше одного виду. Дослідження 2015 року підтвердило наявність трьох різних видів потто з глибокими генетичними розбіжностями, що датуються міоценом для всіх трьох видів.

## Опис

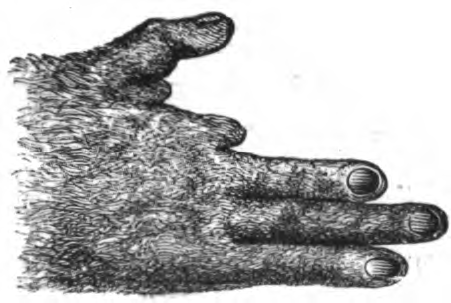
Рука Потто

Потто виростає в довжину від 30 до 39 см, з коротким (3–10 см) хвостом, а його вага коливається від 600 до 1600 грамів. Щільне хутро сіро-коричневого кольору. Вказівний палець рудиментарний, хоча він має протилежні великі пальці, якими він міцно хапається за гілки. Як і інші стрептоциди, у потто вологий ніс. Туалетний кіготь знаходиться на другому пальці задніх ніг. На руках і ногах третій і четвертий пальці з’єднані один з одним невеликою шкірною складкою, тоді як пальці з третього по п’ятий з’єднані біля основи шкірною перетинкою, яка простягається майже до проксимальної третини пальців.
На шиї є чотири-шість низьких горбків або виростів, які покривають подовжені хребці, які мають гострі кінці та майже пронизують шкіру; вони використовуються як оборонна зброя. І самці, і самиці мають великі пахучі залози під хвостом (самиці мають пухлину, утворену залозами, відому як псевдомошонка), які вони використовують для позначення своїх територій і зміцнення парних зв’язків. Потто має виразний запах, який деякі спостерігачі порівнюють із карі.

## Поширення і середовище проживання
Потто мешкає в пологах дощових лісах у тропічній Африці: від Нігерії та Гвінеї до Кенії та Уганди. Вони ведуть нічний спосіб життя і живуть на деревах, вдень сплять на листі і майже ніколи не спускаються з дерев.

## Поведінка та екологія

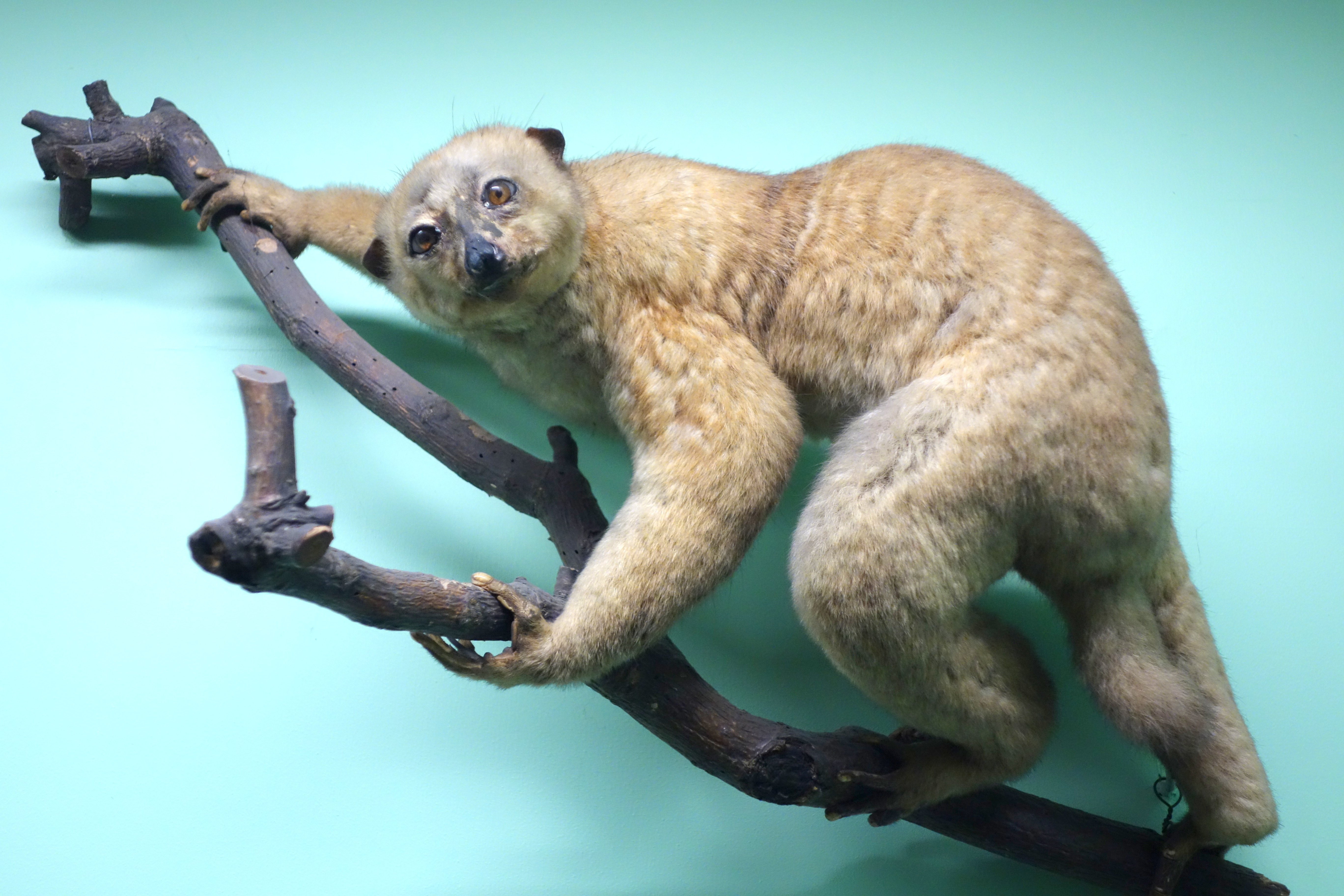
Потто на гілці

Потто рухаються повільно й обережно, завжди хапаючи гілку принаймні двома кінцівками. Вони дуже тихі й уникають хижаків. Найпоширенішим звуком є високий «цик», який використовується переважно у спілкуванні між матір’ю та потомством.
Дослідження вмісту шлунка показали, що дієта потто складається приблизно на 65% з фруктів, на 21% з деревного клею і на 10% з комах. Відомо, що потто іноді ловить кажанів і дрібних птахів. Їхні сильні щелепи дозволяють йому їсти фрукти та грудки сухої деревної смоли, які є занадто жорсткими для інших мешканців дерев. Комахи, яких вони їдять, як правило, мають сильний запах, і зазвичай їх не їдять інші тварини.
Потто мають великі території, які вони мітять сечею та виділеннями залоз. Територія кожного самця зазвичай збігається з територією двох або більше самок. Відомо, що самки жертвують частину своїх територій своїм донькам, але сини залишають територію матері після досягнення зрілості.
Потто часто зустрічаються для взаємного догляду, що є також частиною ритуалу залицяння. Це часто робиться, коли вони висять вниз головою на гілці. Грумінг полягає в облизуванні, розчісуванні хутра кігтями та зубами. Потто спаровуються обличчям до обличчя, звисаючи головою вниз з гілки.
Після вагітності, яка триває приблизно 193–205 днів, самиця народжує, як правило, одне дитинча, але, як відомо, трапляються і двійні. Дитинчата спочатку притискаються до живота матері, але потім вона носить їх на спині. Вона також може ховати своїх дитинчат у кроні дерев під час пошуку їжі. Приблизно через шість місяців їх відлучають від грудей, а повністю дорослими вони стають приблизно через 18 місяців.

### Хижаки та засоби захисту

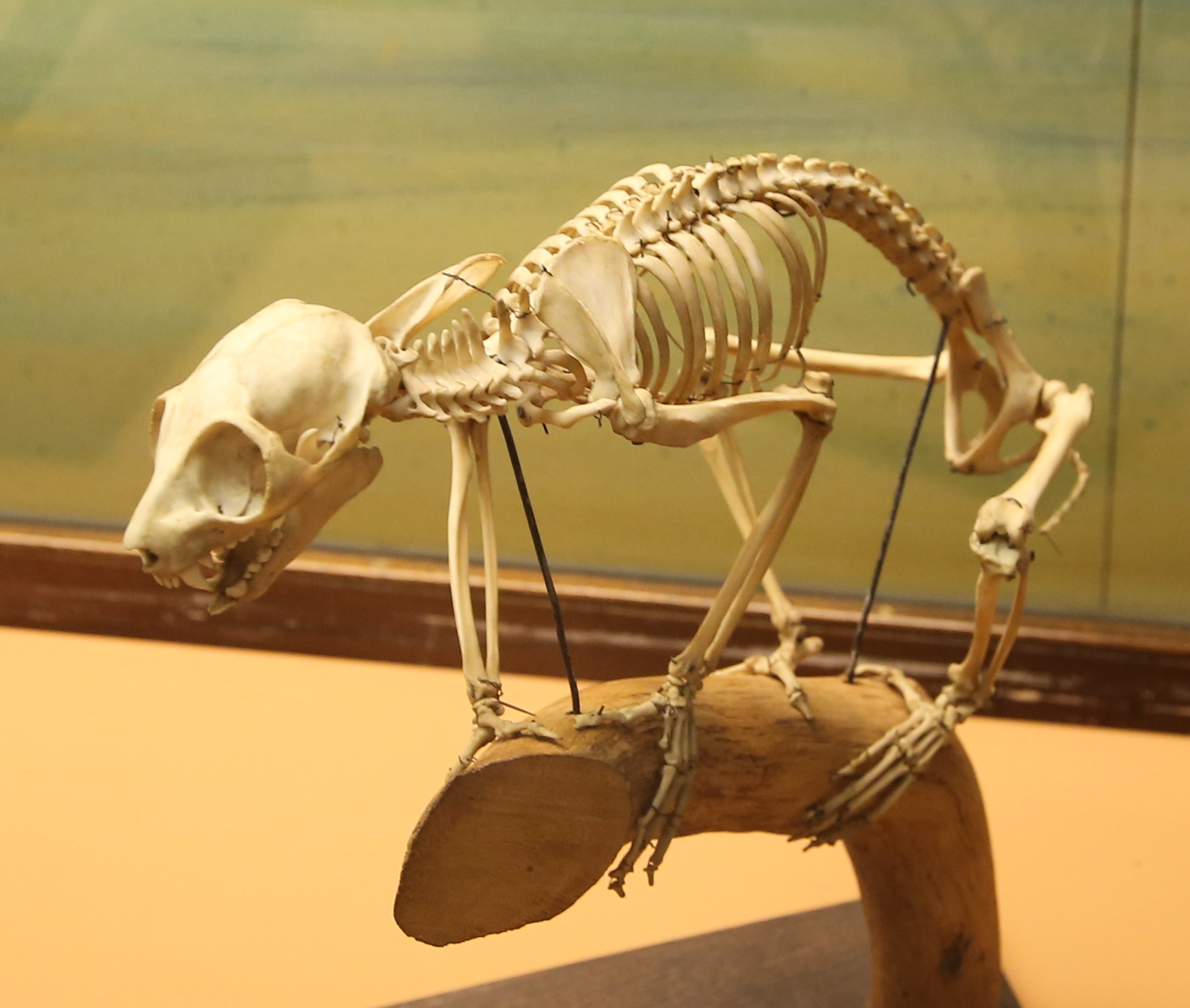
Скелет Perodicticus potto

У потто відносно мало природних ворогів, тому що великі хижі ссавці не можуть піднятися на верхівки дерев, де потто живуть, а хижі птахи в цій частині Африки є переважно денними. Потто, що живуть поблизу сіл, стикаються з людьми, які полюють на них заради м'яса. Вважається, що західноафриканський потто опинився через це під загрозою. Іноді на них полюють переважно фруктоїдні африканські пальмові циветти.
У разі загрози потто ховає обличчя та обороняється потужними хребцями найого шиї. Він також може боляче кусатися. Його слина містить сполуки, які викликають запалення рани. 
Найвища зареєстрована тривалість життя потто в неволі становила 26 років.

### Пізнання та соціальна поведінка
У дослідженні когнітивних здібностей мокроносих, проведеному в 1964 році, потто досліджували незнайомі об’єкти та маніпулювали ними, але лише тоді, коли ці об’єкти оздоблювали їжею. Виявилося, що вони більш цікаві, ніж лорі та галаго, але менш цікаві, ніж лемури. Урсула Коугілл, біолог з Єльського університету, яка протягом кількох десятиліть доглядала за шістьма потто в неволі, помітила, що вони, здавалося, формують альтруїстичні стосунки. Було помічено, що вони проводили час із хворим компаньйоном і зберігали їжу для відсутнього. Однак немає підтвердження, що така поведінка відбувається в дикій природі.